# Eutrichosiphum betulae
Eutrichosiphum betulae är en insektsart. Eutrichosiphum betulae ingår i släktet Eutrichosiphum och familjen långrörsbladlöss. Inga underarter finns listade i Catalogue of Life.